# 花腹啄木鸟
花腹啄木鸟（学名：Picus vittatus）为啄木鸟科绿啄木鸟属的鸟类。该物种的模式产地在爪哇。

## 亚种
- 花腹啄木鸟云南亚种（学名：Picus vittatus eisenhoferi）。在中国大陆，分布于云南等地。该物种的模式产地在泰国。[3]